# Campionato mondiale di hockey su ghiaccio femminile 2011
Il 13º Campionato mondiale di hockey su ghiaccio femminile è stato assegnato dall'International Ice Hockey Federation alla Svizzera, che lo ha ospitato a Zurigo e a Winterthur, nel periodo tra il 16 e il 25 aprile 2011. Questa è la prima volta che il paese elvetico ha ospitato la competizione, ed è la prima edizione a svolgersi nel nuovo formato ad otto squadre. Nella finale gli Stati Uniti, campioni in carica, hanno sconfitto per il terzo anno consecutivo il Canada per 3-2 ai supplementari e si sono aggiudicati il quarto titolo mondiale.

## Campionato di gruppo A

### Partecipanti
Al torneo prendono parte 8 squadre:
| 5 dall'Europa     | Finlandia  | Russia      |
| 5 dall'Europa     | Slovacchia | Svezia      |
| 5 dall'Europa     | Svizzera   |             |
| 2 dal Nordamerica | Canada     | Stati Uniti |
| 1 dall'Asia       | Kazakistan |             |

### Gironi preliminari
Le otto squadre partecipanti sono state divise in due gironi da 4 cinque squadre ciascuno: le compagini che si classificano al primo posto nel rispettivo girone si qualificano direttamente alle semifinali. La seconda e la terza classifica di ciascun raggruppamento disputano invece i quarti di finale. L'ultima classificata di ogni raggruppamento infine disputa uno spareggio al meglio delle tre gare in cui la perdente viene retrocessa in Prima Divisione.

#### Girone A
| Zurigo 17 aprile 2011, ore 12:00 UTC+2 | Stati Uniti | 5 – 0 (0-0; 2-0; 3-0) referto | Slovacchia | Hallenstadion (585 spett.) |

| Zurigo 17 aprile 2011, ore 16:00 UTC+2 | Svezia | 7 – 1 (3-1; 1-0; 3-0) referto | Russia | Hallenstadion (520 spett.) |

| Zurigo 18 aprile 2011, ore 12:00 UTC+2 | Svezia | 3 – 0 (1-0; 1-0; 1-0) referto | Slovacchia | Hallenstadion (829 spett.) |

| Zurigo 18 aprile 2011, ore 16:00 UTC+2 | Russia | 1 – 13 (0-5; 1-3; 0-5) referto | Stati Uniti | Hallenstadion (535 spett.) |

| Winterthur 20 aprile 2011, ore 14:00 UTC+2 | Slovacchia | 1 – 4 (0-1; 0-0; 1-3) referto | Russia | Deutweg Rink (257 spett.) |

| Winterthur 20 aprile 2011, ore 20:00 UTC+2 | Stati Uniti | 9 – 1 (4-0; 5-0; 0-1) referto | Svezia | Deutweg Rink (748 spett.) |

| Pos. |             | PG | V | VOT | POT | P | GF | GS | DR  | Pt | Accede a         |
| 1.   | Stati Uniti | 3  | 3 | 0   | 0   | 0 | 27 | 2  | +25 | 9  | Semifinali       |
| 2.   | Svezia      | 3  | 2 | 0   | 0   | 1 | 11 | 10 | +1  | 6  | Quarti di finale |
| 2.   | Russia      | 3  | 1 | 0   | 0   | 2 | 6  | 21 | -15 | 3  | Quarti di finale |
| 3.   | Slovacchia  | 3  | 0 | 0   | 0   | 3 | 1  | 12 | -11 | 0  | Spareggio        |

#### Girone B
| Winterthur 16 aprile 2011, ore 16:00 UTC+2 | Finlandia | 5 – 3 (2-1; 2-0; 1-2) referto | Kazakistan | Deutweg Rink (634 spett.) |

| Winterthur 16 aprile 2011, ore 20:00 UTC+2 | Canada | 12 – 0 (3-0; 5-0; 4-0) referto | Svizzera | Deutweg Rink (2.900 spett.) |

| Winterthur 17 aprile 2011, ore 16:00 UTC+2 | Kazakistan | 0 – 7 (0-2; 0-3; 0-2) referto | Canada | Deutweg Rink (411 spett.) |

| Winterthur 17 aprile 2011, ore 20:00 UTC+2 | Finlandia | 1 – 2 (d.t.s.) (1-0; 0-1; 0-0) referto | Svizzera | Deutweg Rink (2.117 spett.) |

| Winterthur 19 aprile 2011, ore 16:00 UTC+2 | Canada | 2 – 0 (1-0; 0-0; 1-0) referto | Finlandia | Deutweg Rink (614 spett.) |

| Winterthur 19 aprile 2011, ore 20:00 UTC+2 | Svizzera | 6 – 1 (3-0; 1-0; 2-1) referto | Kazakistan | Deutweg Rink (2.436 spett.) |

| Pos. |            | PG | V | VOT | POT | P | GF | GS | DR  | Pt | Accede a         |
| 1.   | Canada     | 3  | 3 | 0   | 0   | 0 | 21 | 0  | +21 | 9  | Semifinali       |
| 2.   | Svizzera   | 3  | 1 | 1   | 0   | 1 | 8  | 14 | -6  | 5  | Quarti di finale |
| 2.   | Finlandia  | 3  | 1 | 0   | 1   | 1 | 6  | 7  | -1  | 4  | Quarti di finale |
| 3.   | Kazakistan | 3  | 0 | 0   | 0   | 3 | 4  | 18 | -14 | 0  | Spareggio        |

### Spareggio per non retrocedere
Le ultime due classificate di ogni raggruppamento si sfidano al meglio delle tre gare. La perdente dello spareggio viene retrocessa in Prima Divisione.
| Winterthur 22 aprile 2011, ore 20:00 UTC+2 | Slovacchia | 1 – 0 (0-0; 0-0; 1-0) referto | Kazakistan | Deutweg Rink (127 spett.) |

| Winterthur 24 aprile 2011, ore 20:00 UTC+2 | Kazakistan     | 1 – 1 (d.t.s.) (1-0; 0-0; 0-1; 0-0) referto | Slovacchia | Deutweg Rink (113 spett.) |
| Shootout 0 – 1                             |                |                                             |            |                           |
|                                            |                |                                             |            |                           |
|                                            | Shootout 0 – 1 |                                             |            |                           |

### Fase ad eliminazione diretta
|  | Quarti di finale | Quarti di finale | Quarti di finale |  |  | Semifinali | Semifinali  | Semifinali |  |  | Finali          | Finali          | Finali          |
|  |                  |                  |                  |  |  |            |             |            |  |  |                 |                 |                 |
|  |                  |                  |                  |  |  | B1         | Canada      | 4          |  |  |                 |                 |                 |
|  | A2               | Svezia           | 1                |  |  | B3         | Finlandia   | 1          |  |  |                 |                 |                 |
|  | B3               | Finlandia        | 5                |  |  |            |             |            |  |  | B1              | Canada          | 2               |
|  |                  |                  |                  |  |  |            |             |            |  |  | A1              | Stati Uniti     | 3               |
|  |                  |                  |                  |  |  | A1         | Stati Uniti | 5          |  |  |                 |                 |                 |
|  | B2               | Svizzera         | 4                |  |  | A3         | Russia      | 1          |  |  | Finale 3° posto | Finale 3° posto | Finale 3° posto |
|  | A3               | Russia           | 5                |  |  |            |             |            |  |  | B3              | Finlandia       | 3               |
|  |                  |                  |                  |  |  |            |             |            |  |  | A3              | Russia          | 2               |

#### Quarti di finale
| Zurigo 22 aprile 2011, ore 16:00 UTC+2 | Finlandia | 1 – 5 (0-3; 0-1; 1-1) referto | Svezia | Hallenstadion (931 spett.) |

| Zurigo 22 aprile 2011, ore 20:00 UTC+3 | Svizzera | 4 – 5 (d.t.s.) (1-0; 2-0; 1-4) referto | Russia | Hallenstadion (4.123 spett.) |

#### Semifinali
| Zurigo 23 aprile 2011, ore 16:00 UTC+2 | Canada | 4 – 1 (2-1; 0-0; 2-0) referto | Finlandia | Hallenstadion (912 spett.) |

| Zurigo 23 aprile 2011, ore 20:00 UTC+3 | Stati Uniti | 5 – 1 (2-1; 2-0; 1-0) referto | Russia | Hallenstadion (821 spett.) |

#### Finale per il 5º posto
| Zurigo 24 aprile 2011, ore 16:00 UTC+2 | Svezia         | 2 – 2 (d.t.s.) (2-2; 0-0; 0-0; 0-0) referto | Svizzera | Hallenstadion (2.043 spett.) |
| Shootout 1 – 0                         |                |                                             |          |                              |
|                                        |                |                                             |          |                              |
|                                        | Shootout 1 – 0 |                                             |          |                              |

#### Finale per il 3º posto
| Zurigo 25 aprile 2011, ore 16:00 UTC+2 | Finlandia | 3 – 2 (d.t.s.) (2-0; 0-1; 0-1) referto | Russia | Hallenstadion (2.463 spett.) |

#### Finale
| Zurigo 25 aprile 2011, ore 20:00 UTC+2 | Canada | 2 – 3 (d.t.s.) (1-1; 0-1; 1-0) referto | Stati Uniti | Hallenstadion (4.318 spett.) |

### Classifica marcatori
| Giocatrice              | PG | G | A | Pt | +/- | MP |
| ----------------------- | -- | - | - | -- | --- | -- |
| Hilary Knight           | 5  | 5 | 9 | 14 | +11 | 2  |
| Brianna Decker          | 5  | 4 | 7 | 11 | +10 | 8  |
| Michelle Karvinen       | 6  | 4 | 4 | 8  | +2  | 8  |
| Erika Holst             | 5  | 2 | 6 | 8  | -2  | 2  |
| Meghan Duggan           | 5  | 4 | 3 | 7  | +5  | 2  |
| Monique Lamoureux-Kolls | 3  | 2 | 5 | 7  | +3  | 6  |
| Julie Chu               | 5  | 1 | 6 | 7  | +6  | 0  |
| Kendall Coyne           | 5  | 4 | 2 | 6  | +9  | 0  |
| Rebecca Johnston        | 5  | 4 | 2 | 6  | +5  | 0  |
| Karoliina Rantamäki     | 5  | 4 | 2 | 6  | +1  | 4  |

### Classifica portieri
| Giocatore         | Min    | TC  | GS | SO | MGS  | Sv%   |
| ----------------- | ------ | --- | -- | -- | ---- | ----- |
| Noora Räty        | 304:05 | 233 | 10 | 0  | 1.97 | 95.71 |
| Shannon Szabados  | 127:48 | 64  | 3  | 1  | 1.41 | 95.31 |
| Jessica Vetter    | 187:48 | 84  | 4  | 0  | 1.28 | 95.24 |
| Zuzana Tomchikova | 305:00 | 250 | 13 | 1  | 2.56 | 94.80 |
| Kim Martin        | 208:28 | 86  | 6  | 1  | 1.73 | 93.02 |

### Classifica finale
| Pos | Squadra     |
| --- | ----------- |
| 1   | Stati Uniti |
| 2   | Canada      |
| 3   | Finlandia   |
| 4   | Russia      |
| 5   | Svezia      |
| 6   | Svizzera    |
| 7   | Slovacchia  |
| 8   | Kazakistan  |

| Promossa nel Gruppo A:         | Germania   |
| Retrocessa in Prima Divisione: | Kazakistan |

#### Riconoscimenti
Riconoscimenti individuali
| Premio                   | Giocatrice              |
| ------------------------ | ----------------------- |
| Miglior giocatrice (MVP) | Zuzana Tomchikova       |
| Miglior portiere         | Noora Räty              |
| Miglior difensore        | Meaghan Mikkelson       |
| Miglior attaccante       | Monique Lamoureux-Kolls |

All-Star Team

| Attacco:  | Hilary Knight – Michelle Karvinen – Hayley Wickenheiser |
| Difesa:   | Meaghan Mikkelson – Caitlin Cahow                       |
| Portiere: | Zuzana Tomchikova                                       |

## Prima Divisione
Il Campionato di Prima Divisione si è svolto in un unico girone all'italiana a Ravensburg, in Germania, fra l'11 e il 16 aprile 2011. In seguito al ritiro del Giappone a causa dello tsunami che ha colpito il paese, il numero delle squadre partecipanti si è ridotto a cinque.
| Pos. |          | PG | V | VOT | POT | P | GF | GS | DR  | Pt |
| 1.   | Germania | 4  | 4 | 0   | 0   | 0 | 12 | 2  | +10 | 12 |
| 2.   | Norvegia | 4  | 3 | 0   | 0   | 1 | 13 | 7  | +6  | 9  |
| 3.   | Lettonia | 4  | 1 | 0   | 0   | 3 | 5  | 7  | -2  | 3  |
| 4.   | Austria  | 4  | 1 | 0   | 0   | 3 | 6  | 12 | -6  | 3  |
| 5.   | Cina     | 4  | 1 | 0   | 0   | 3 | 8  | 16 | -8  | 3  |

| Promossa nel Gruppo A:           | Germania |
| Retrocessa in Seconda Divisione: | Cina     |

## Seconda Divisione
Il Campionato di Seconda Divisione si è svolto in un unico girone all'italiana a Caen, in Francia, fra il 4 e il 10 aprile 2011. In seguito al ritiro della Corea del Nord per motivi finanziari, i suoi incontri sono stati dichiarati come sconfitte a tavolino per 5-0.
| Pos. |                | PG | V | VOT | POT | P | GF | GS | DR  | Pt |
| 1.   | Rep. Ceca      | 5  | 5 | 0   | 0   | 0 | 23 | 2  | +21 | 15 |
| 2.   | Francia        | 5  | 4 | 0   | 0   | 1 | 13 | 5  | +8  | 12 |
| 3.   | Danimarca      | 5  | 3 | 0   | 0   | 2 | 17 | 12 | +5  | 9  |
| 4.   | Italia         | 5  | 2 | 0   | 0   | 3 | 11 | 9  | +2  | 6  |
| 5.   | Regno Unito    | 5  | 1 | 0   | 0   | 4 | 10 | 21 | -11 | 3  |
| 6.   | Corea del Nord | 5  | 0 | 0   | 0   | 5 | 0  | 25 | -25 | 0  |

| Promossa in Prima Divisione:   | Rep. Ceca      |
| Retrocessa in Terza Divisione: | Corea del Nord |

## Terza Divisione
Il Campionato di Terza Divisione si è svolto in un unico girone all'italiana a Newcastle, in Australia, fra il 1° e il 6 febbraio 2011:
| Pos. |             | PG | V | VOT | POT | P | GF | GS | DR  | Pt |
| 1.   | Paesi Bassi | 5  | 4 | 1   | 0   | 0 | 33 | 4  | +29 | 14 |
| 2.   | Australia   | 5  | 4 | 0   | 1   | 0 | 22 | 9  | +13 | 13 |
| 3.   | Ungheria    | 5  | 2 | 1   | 0   | 2 | 27 | 11 | +16 | 8  |
| 4.   | Slovenia    | 5  | 2 | 0   | 1   | 2 | 19 | 16 | +3  | 7  |
| 5.   | Croazia     | 5  | 1 | 0   | 0   | 4 | 5  | 29 | -24 | 3  |
| 6.   | Belgio      | 5  | 0 | 0   | 0   | 5 | 3  | 40 | -37 | 0  |

| Promossa in Seconda Divisione:  | Paesi Bassi |
| Retrocessa in Quarta Divisione: | Belgio      |

## Quarta Divisione
Il Campionato di Quarta Divisione si è svolto in un unico girone all'italiana a Reykjavík, in Islanda, fra il 29 marzo e il 4 aprile 2011:
| Pos. |               | PG | V | VOT | POT | P | GF | GS | DR  | Pt |
| 1.   | Nuova Zelanda | 4  | 4 | 0   | 0   | 0 | 20 | 6  | +14 | 12 |
| 2.   | Corea del Sud | 4  | 3 | 0   | 0   | 1 | 15 | 6  | +9  | 9  |
| 3.   | Islanda       | 4  | 2 | 0   | 0   | 2 | 10 | 10 | 0   | 6  |
| 4.   | Romania       | 4  | 1 | 0   | 0   | 3 | 9  | 15 | -6  | 3  |
| 5.   | Sudafrica     | 4  | 0 | 0   | 0   | 4 | 4  | 21 | -17 | 0  |

| Promossa in Terza Divisione:    | Nuova Zelanda |
| Retrocessa in Quinta Divisione: | Sudafrica     |

## Quinta Divisione
Il Campionato di Quinta Divisione si è svolto in un unico girone all'italiana a Sofia, in Bulgaria, fra il 14 e il 20 marzo 2011:
| Pos. |          | PG | V | VOT | POT | P | GF | GS | DR  | Pt |
| 1.   | Polonia  | 4  | 3 | 1   | 0   | 0 | 61 | 4  | +57 | 11 |
| 2.   | Spagna   | 4  | 3 | 0   | 1   | 0 | 32 | 5  | +27 | 10 |
| 3.   | Bulgaria | 4  | 2 | 0   | 0   | 2 | 5  | 27 | -22 | 6  |
| 4.   | Turchia  | 4  | 1 | 0   | 0   | 3 | 4  | 23 | -19 | 3  |
| 5.   | Irlanda  | 4  | 0 | 0   | 0   | 4 | 0  | 43 | -43 | 0  |

| Promossa in Quarta Divisione:      | Polonia   |
| Retrocessa dalla Quarta Divisione: | Sudafrica |